# Pardosa petrunkevitchi
Pardosa petrunkevitchi är en spindelart som beskrevs av Willis J. Gertsch 1934. Pardosa petrunkevitchi ingår i släktet Pardosa och familjen vargspindlar. Inga underarter finns listade i Catalogue of Life.